# گینترو
گینترو (به لاتین: Gintro) یک روستا در لهستان است که در گمینا ستار تارگ واقع شده‌است. گینترو ۴۰ نفر جمعیت دارد.